# Monumento a Vittorio Emanuele II (Genova)
Il monumento a Vittorio Emanuele II è una statua equestre bronzea situata in Piazza Corvetto, nel quartiere Portoria, a Genova, dedicata al re d'Italia Vittorio Emanuele II di Savoia.

## Storia

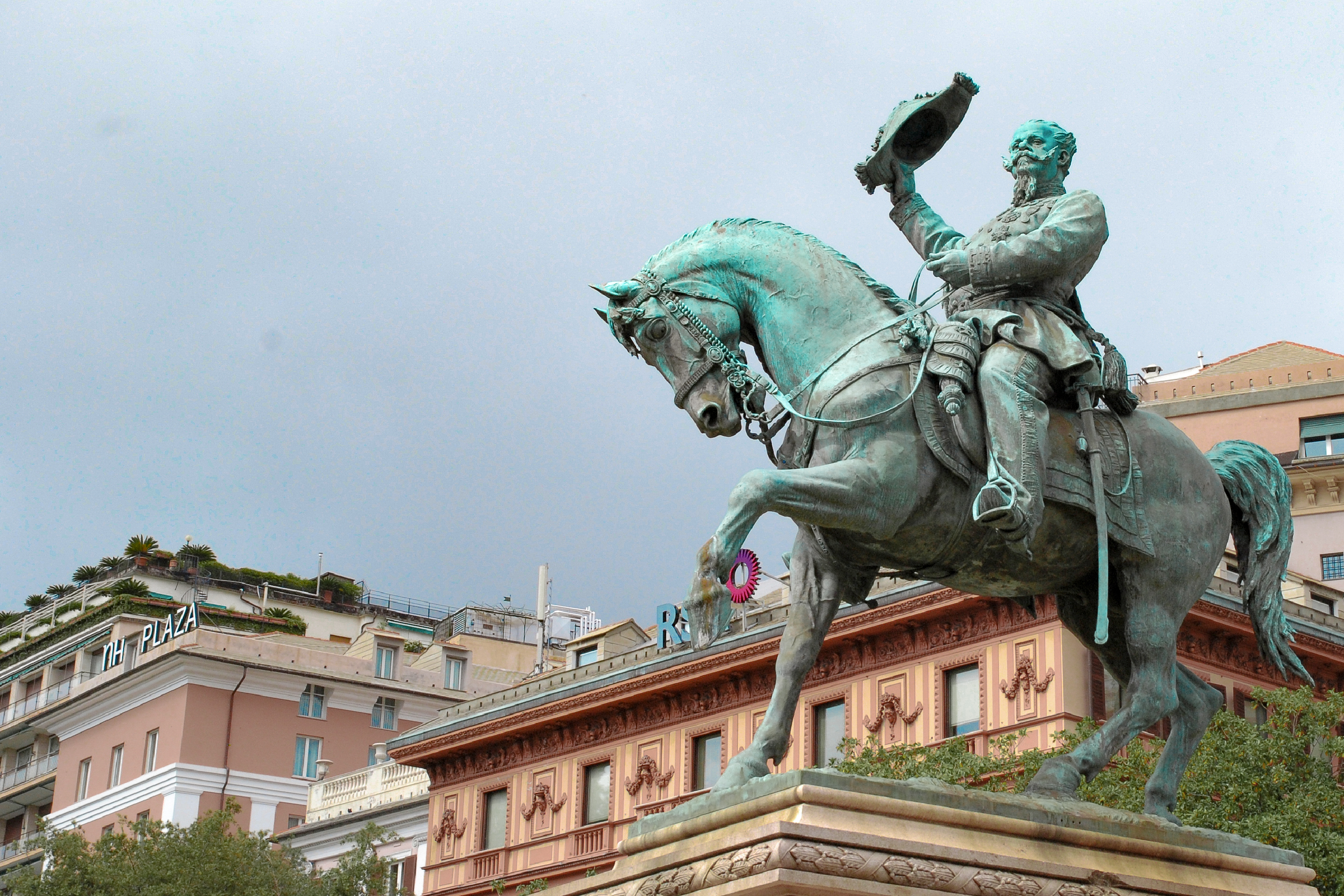
La statua in primo piano

La statua di bronzo, che sorge su un piedistallo di granito, è stata realizzata dallo scultore milanese Francesco Barzaghi e inaugurata il 18 luglio 1886, in onore del primo re dell'Unità d'Italia deceduto a Roma il 9 gennaio 1878.
Il monumento, costato 200.000 lire dell'epoca, venne posto nell'elegante piazza ottocentesca dedicata a Luigi Emanuele Corvetto, politico genovese di età napoleonica, esattamente al centro della rotatoria, confinante con l'ampio parco della spianata dell'Acquasola. Alla cerimonia di inaugurazione erano presenti l'allora re Umberto I, succeduto al padre, e la consorte Margherita di Savoia.
Il monumento equestre evidenzia inoltre il nodo degli incroci stradali circostanti, un sistema viario "a stella" della piazza realizzato sul modello francese.

### Controversie
In epoca contemporanea il monumento è stato contestato poiché il sovrano, quando era ancora re di Sardegna, avrebbe definito il popolo genovese una "vile e infetta razza di canaglie" in una lettera datata l'8 aprile 1849 indirizzata al generale Alfonso La Marmora, durante i moti di Genova, in cui attivisti e manifestanti mazziniani erano insorti in città contro la presenza piemontese e la rivolta era stata repressa nel sangue dalle truppe sabaude con violenze e razzie. 
Nel 1998, tra i contestatari c'era anche l'attore genovese Paolo Villaggio, che scrisse una lettera a Il Secolo XIX criticando la presenza del monumento. Nel 2008, su richiesta dell'allora Movimento Indipendentista Ligure, il Comune di Genova fece apporre, su un marciapiedi di fronte alla statua, una targa che ricorda i moti del 1849.
Nel 2020, in occasione delle mobilitazioni di Black Lives Matter negli Stati Uniti che videro la decapitazione e la rimozione di numerose statue appartenenti a un passato razzista e coloniale tra cui anche il navigatore Cristoforo Colombo, l'associazione genovese Che l'inse! propose la rimozione di quella del re sabaudo in Piazza Corvetto, poiché aveva parlato in termini razziali della popolazione della città. Nella lettera citata, tuttavia, il monarca non definisce espressamente la popolazione genovese delle canaglie, ma si riferisce probabilmente ai rivoltosi, né questo insulto ha una chiara matrice razziale.